# Мартен, Луи
Луи Мартен (фр. Louis Martin) — французский ватерполист и пловец, трижды бронзовый призёр летних Олимпийских игр 1900.
В водном поло на Играх Мартен входил в состав второй французской команды. Сначала она обыграла немецкую команду в четвертьфинале, но потом, в полуфинале, её обыграла британская сборная. Матч за третье место не проходил, и поэтому Мартен сразу получил бронзовую медаль.
Кроме того, Мартен участвовал в нескольких плавательных гонках. Он занял итоговое девятое место в плавании на 200 м вольным стилем, пятое в 1000 м вольным стилем, и третьи места в 4000 м вольным стилем и в командном заплыве на 200 м.